# رنجش (ترانه)
«رنجش» ترانه‌ای از ویکتوریا بکهام است.